# Питео
Питео (швед. Piteå) — город в Швеции, в лене Норрботтен. Расположен в устье реки Питеэльвен, на берегу Ботнического залива. Население по состоянию на 2005 год составляет 22 650 человек. Центр одноименной коммуны. Имеет статус города с 12 мая 1621 года.

## География
Центральная часть, расположенная на острове, называется Хеггхольмен; по причине поднятия земли она почти стала частью материка. 
Питео расположен в районе живописного архипелага, благодаря чему является центром как летнего, так зимнего туризма. Он имеет пляжную курортную зону, которую часто называют «Ривьера Норрботтен» (или «Норрланд»), вокруг которого имеется спа, длинный песчаный пляж, ресторан и поле для гольфа. Этот район также подходит для рыбалки и активного отдыха. Зимой устраиваются развлечения, связанные со снегом, такие как катание на лыжах и зимнее купание.

## История
Питео получил статус города 12 мая 1621 года.
В июле 1666 года весь город сгорел, но впоследствии был восстановлен. Единственное здание, сохранившиеся от того времени - городская церковь, так как она стала единственным зданием, которое не сгорело в 1721 году.
На городской площади находится ратуша, сохранившая свой вид с XVII века.
Численность населения начала быстро расти начиная с XIX века. С 70-х гг. XIX века по 20-е гг. XX количество жителей Питео не превышало 2500 человек. Первоначальный рост населения объясняется открытием в 1911 году железнодорожной ветки Эльвсбюн-Питео, а также закладкой промышленных предприятий и гавани.
В Питео традиционно сильны отрасли лесного хозяйства. Здесь располагаются бумажные комбинаты и лесопильные заводы. Важное значение имеет и его порт.

## Города-побратимы
Питео породнён с городами:
- Нагария, Израиль
- Кандалакша, Россия[3]
- Гриндавик, Исландия
- Сен-Бартельми, Франция